# Prays tyrastis
Prays tyrastis is een vlinder uit de familie Praydidae. De wetenschappelijke naam van de soort werd in 1907 gepubliceerd door Edward Meyrick.